# Liochthonius attenuatus
Liochthonius attenuatus är en kvalsterart som först beskrevs av Arthur P. Jacot 1938.  Liochthonius attenuatus ingår i släktet Liochthonius och familjen Brachychthoniidae. Inga underarter finns listade i Catalogue of Life.